# Wiktoria Hetmańska
Wiktoria Hetmańska, z domu Rynkowska (ur. 10 grudnia 1902 w Palędziu, zm. 7 września 1985 w Poznaniu) – polska polityk i działaczka społeczna, poseł na Sejm PRL I kadencji.

## Życiorys
Przed II wojną światową współpracowała z Komunistyczną Partią Polski. Od 1945 należała do Polskiej Partii Robotniczej. W latach 1945–1946 pracowała jako instruktor propagandy Komitetu Miejskiego PPR w Poznaniu, a od 1947 do 1948 - kierownik Wydziału Kobiecego poznańskiego Komitetu Wojewódzkiego tej partii. Była delegatką na Kongres Zjednoczeniowy PPR-PPS. Od 1948 do 1954 była zastępcą członka Komitetu Centralnego Polskiej Zjednoczonej Partii Robotniczej, a 1948-1950 - członkiem Egzekutywy KW PZPR w Poznaniu. Od 1950 do 1954 zajmowała stanowisko sekretarza ds. rolnych KW PZPR w Poznaniu. W latach 1972–1975 była członkiem Komisji Rewizyjnej poznańskiego KW PZPR.
Od 1948 do 1950 była przewodniczącą Prezydium Wojewódzkiej Rady Narodowej w Poznaniu, a od 1954 do 1957 – zastępcą przewodniczącego Prezydium WRN w Zielonej Górze. Była posłanką na Sejm PRL I kadencji (1952-1956) z okręgu nr 22 (Szamotuły). W Sejmie zasiadała w Komisji Finansowo-Budżetowej. Była także przewodniczącą Zarządu Wojewódzkiego Ligi Kobiet w Poznaniu. W latach 1968–1975 zasiadała w Prezydium Miejskiego i Wojewódzkiego Komitetu FJN. Należała do TPPR. 
Została pochowana na Cmentarzu Junikowo w Poznaniu w Alei Zasłużonych.

## Ordery i odznaczenia
- Krzyż Komandorski Orderu Odrodzenia Polski
- Krzyż Oficerski Orderu Odrodzenia Polski
- Złoty Krzyż Zasługi (dwukrotnie, 1948[4] i 1956[5])
- Medal 10-lecia Polski Ludowej
- Medal 30-lecia Polski Ludowej
- Medal 40-lecia Polski Ludowej